# Gerhard Truchsess de Waldbourg
Gerhard Truchsess de Waldbourg (né le 10 novembre 1547 à Heiligenberg; mort le 21 ou 31 mai 1601 à Strasbourg) est un prince-électeur et archevêque de Cologne.

## Biographie
Issu de la maison de Waldbourg, détentrice du sénéchalat héréditaire d'Empire (erbtruchsess), et neveu du cardinal Othon Truchsess de Waldbourg, il reçoit une éducation humaniste et se prépare, en tant que cadet, à une carrière ecclésiastique. À partir de 1560, il cumule les prébendes, comme diacre et chanoine de plusieurs chapitres, et est élu électeur de Cologne en 1577 contre Ernest de Bavière, avec une courte majorité de deux voix.
Il s'éprend après son élection d'Agnès de Mansfeld, chanoinesse de Gerresheim, et a avec elle des relations telles que les frères d'Agnès le somment de l'épouser. Voulant se marier sans perdre l'électorat, Gebhard embrasse la Réforme en 1582 et épouse Agnès. Cette affaire cause un grand émoi, car elle viole la règle de la « réservation ecclésiastique » établie par la paix d'Augsbourg, qui veut que les princes ecclésiastiques du Saint-Empire démissionnent en cas de conversion au protestantisme. Au lieu de quoi, Waldbourg entreprend se transformer sa principauté ecclésiastique en principauté civile : la ville se déclare contre lui, le pape Grégoire XIII l'excommunie, et une fraction du chapitre élit son ancien compétiteur Ernest de Bavière.
Une guerre s'ensuit en 1583 dite guerre de Cologne qui dure jusqu'en 1588 et où Deutz, Bonn et Neuss sont dévastées. Abandonné même des Luthériens, parce que la bénédiction nuptiale a été donnée par un ministre calviniste, il trouve refuge auprès de Guillaume le Taciturne, puis à Strasbourg en 1589 où il a conservé un canonicat, et meurt dans cette même ville en 1601.